# Ширунов, Александр Васильевич
Ширунов, Александр Васильевич (р. 22 июля 1983, Никольск (Вологодская область), РСФСР, СССР)— российский аккордеонист.

## Биография

### Образование
Александр Ширунов родился в 1983 г. в г. Никольске Вологодской области. Начальное музыкальное образование получил в ДМШ им. Э. Бакирова г. Елабуги, где обучался игре на скрипке, аккордеоне, фортепиано и саксофоне, а также пению. Выбрав аккордеон в качестве основной специальности, с 1998 продолжил обучение в ССМШ-лицее СПбГК им. Н. А. Римского-Корсакова в классе заслуженного артиста России, профессора А. И. Дмитриева. Окончив лицей с отличием, был без экзаменов принят в Санкт-Петербургскую консерваторию, которую успешно окончил в 2007 г. С 2007 по 2009 обучался в аспирантуре СПбГК.

### Карьера
За время учёбы Ширунов неоднократно становился призёром и победителем различных международных конкурсов. В 2005 г. одержал двойную победу на престижном конкурсе «Кубок мира» в Португалии, получив первую премию в категории «Piano Accordion» и вторую премию в категории «Senior Virtuoso Entertainment», а также ряд специальных призов, в том числе концертные туры в Австралии, Новой Зеландии, Чехии, Словакии, Венгрии. Тогда же крупнейшее на тот момент в Европе специализированное периодическое издание, немецкая газета INTERMUSIK, разместило на передней полосе большую статью под названием: «Schirunow: „Primo Assoluto“. Virtuos. Galant. Musikalisch. Genial», в которой присвоило Александру титул одного из наиболее ярких молодых исполнителей современности. Эти обстоятельства послужили толчком к началу успешной международной карьеры артиста. На сегодняшний день география концертов музыканта включает в себя, помимо перечисленных, такие страны как Латвия, Литва, Финляндия, Дания, Швеция, Беларусь, Норвегия, Нидерланды, Франция, Италия, Германия, Швейцария, Австрия, США.

### Стиль и репертуар
По словам критиков, исполнительский стиль музыканта сочетает в себе блестящую виртуозную технику с подчёркнутой изысканностью исполнения, отличается яркой, экспрессивной подачей и, одновременно, глубиной художественных интерпретаций. Сам исполнитель в интервью немецкому журналу Akkordeon Magazin на вопрос о собственном стиле ответил, что одинаково интересным для себя видит появление в хип-хоп треке и игру с симфоническим оркестром. Репертуар Александра Ширунова охватывает музыку разных эпох и направлений, от барокко до современного джаза. Это отмечает и западная пресса:
"Ширунов привносит в виртуозную эстрадную музыку такой класс и уровень, который требуется для того, чтобы расширить границы в музыкальном искусстве. Он интерпретирует «лёгкую» музыку таким образом, что она приобретает другую ценность. Ценность, которую признают даже высококлассные артисты из сферы классической музыки. Ширунов играет произведения эпохи Барокко, классику и авангард, в транскрипциях и в оригинале так убедительно, что профессионалы приходят к выводу: его исполнение не укладывается в обычные рамки. Это именно его собственный класс игры. «Музыкант — как целая вселенная!» - Intermusik Zeitung

### Дискография
В 2006 г. вышел первый сольный компакт-диск А. Ширунова «ABSOLUTE». Презентация диска состоялась в рамках сольного концерта в Высшей школе музыки Франкфурта-на-Майне 14 мая 2006 г. В репертуар диска вошли композиции Владимира Зубицкого, Юрия Казакова, Claude Bolling, Paul Desmond / David Gazarov, Andre Astier, Renzo Ruggieri, Eric Bouvelle / Maurice Larcange.
Высокую оценку западных критиков получил выпущенный в 2008 г. второй альбом «СОЛО ДЛЯ ДВОИХ», в дуэте с аккордеонисткой Надеждой Гусевой. В альбом вошли произведения П. Чайковского, О. Мессиана, А. Пьяццоллы, П. Макконена, Б. Претча, А. Астье, А. Шалаева, Д. Гершвина.

### Сотрудничество
C 2008 г. А. Ширунов сотрудничает с компанией HOHNER, одним из мировых лидеров по производству аккордеонов, в качестве официального представителя инструментов этой марки. Выступает на крупнейших мировых музыкальных выставках — NAMM Show (США), Musikmesse Frankfurt (Германия) и других.
В 2014 г. Александр, наряду с ещё 24 музыкантами из 17 стран, был отобран в качестве участника международного проекта OneBeat, учрежденного Госдепартаментом США и направленного на улучшение социального климата и развитие культурного диалога в мире средствами «музыкальной дипломатии», через совместное творчество музыкантов, представляющих разные традиции, специальности и направления. В рамках проекта его участники в течение месяца создали совместную программу и совершили гастрольное турне с концертами и мастер-классами в Калифорнии, Аризоне и Нью-Мексико. Статья о событии вошла в новостной дайджест Американской ассоциации аккордеонистов.

## Награды и премии
| Год  | Название |
| ---- | --- |
| 2000 | Лауреат I премии Международного конкурса им. В. В. Андреева (Санкт-Петербург, Россия)                                                     |
| 2001 | Лауреат I премии Международного конкурса «Петро-Павловские Ассамблеи» (Санкт-Петербург, Россия)                                           |
| 2003 | Лауреат I премии и Специального приза им. Б. Никитина на Международном конкурсе «Петро-Павловские Ассамблеи» (Санкт-Петербург, Россия)    |
| 2005 | Лауреат III премии Международного конкурса «V.I.P. World Accordion Show» (Франция, 2005)                                                  |
| 2005 | Лауреат II премии Международного конкурса «Primus Ikaalinen» (Финляндия, 2005)                                                            |
| 2005 | Лауреат I премии Международного конкурса «Весенние голоса» (Москва, 2005) — в дуэте с Надеждой Гусевой                                    |
| 2005 | Лауреат I премии Международного конкурса «Trofeo Citta di Palagianello» в кат. «Эстрада» (Италия, 2005)                                   |
| 2005 | Лауреат I премии Международного конкурса «Trofeo Citta di Palagianello» в кат. «Классика» (Италия, 2005)                                  |
| 2005 | Лауреат I премии Международного конкурса «Citta di Lanciano» (Италия, 2005)                                                               |
| 2005 | Лауреат I премии Международного конкурса «Citta di Castelfidardo» в кат. I (Италия, 2005)                                                 |
| 2005 | Лауреат I премии Международного конкурса «Кубок мира» в категории «Piano Accordion» (Португалия, 2005)                                    |
| 2005 | Лауреат II премии Международного конкурса «Кубок мира» в категории"Senior Virtuoso Entertainment" (Португалия, 2005)                      |
| 2006 | Лауреат I премии Международного конкурса «Citta di Castelfidardo» в кат. E (Италия, 2006) — в дуэте с Надеждой Гусевой                    |
| 2012 | Благодарственное письмо Министра культуры Калининградской области за вклад в развитие художественного образования в регионе               |
| 2013 | Благодарственное письмо Департамента культуры Приморского края за участие в работе Летней творческой школы «Вверх по ступеням мастерства» |
| 2015 | Диплом Комитета по культуре Правительства Санкт-Петербурга за победу в конкурсе «Педагогические надежды» (Санкт-Петербург)                |
| 2015 | Премия Правительства Санкт-Петербурга в области образования                                                                               |